# Impressions in Blood
Impressions in Blood è il settimo album dei Vader, pubblicato il 5 settembre 2006. Si tratta del primo album pubblicato in seguito alla morte del batterista Krzysztof "Doc" Raczkowski, scomparso il 20 agosto dell'anno precedente.

## Tracce
1. "Between Day and Night" – 0:41
2. "ShadowFear" – 4:50
3. "As Heavens Collide..." – 2:41
4. "Helleluyah!!! (God is Dead)" – 3:02
5. "Field of Heads" – 4:06
6. "Predator" – 5:13
7. "Warlords" – 2:44
8. "Red Code" – 2:30
9. "Amongst the Ruins" – 4:07
10. "They Live!!!" – 2:14
11. "Raining Blood" (Slayer cover, Japanese edition bonus)
12. "The Book" – 5:07

## Formazione
- Piotr "Peter" Wiwczarek - chitarra, voce
- Maurycy "Mauser" Stefanowicz - chitarra
- Marcin "Novy" Nowak - basso
- Dariusz "Daray" Brzozowski - batteria